# Емануеле Филиберто Дука д'Аоста (лек крайцер, 1934)
Вижте пояснителната страница за други значения на Емануил Филиберт Савойски.
Емануеле Филиберто Дука д'Аоста (на италиански: Emmanuele Filiberto Duca d’Aosta), наречен просто  Дука д'Аоста, впоследствие Керч (на руски: Керчь), е лек крайцер на италианския флот от времето на Втората световна война. Главен кораб на серията едноименни крайцери. На 6 февруари 1949 г. е предаден на СССР. Преименуван е на „Сталинград“, а после на „Керч“ и влиза в състава на Черноморския флот, докато не е изключен от списъците му на 20 февруари 1959 г.

## История на строителството
Проектът за крайцерите от типа „Дука д'Аоста“ е разработен през 1932 г. в Италия от генерал-лейтенант Умберто Пулиезе. Корабът е заложен на 24 януари 1932 г. в Италия, спуснат е на вода на 22 април 1934 г. В състава на КВМС на Италия влиза на 11 юли 1935 г. Счита се за един от съвременните и мощни леки крайцери на 1930-те години. Девети кораб от серията „Кондотиери“.

### Корпус
„Дука д'Аоста“ има нитован корпус с полубак, който преминава в надстройка на горната палуба. Като цяло конструкцията е аналогична на първите две серии крайцери. Носовата част получава клиперски очертания с видим развал на шпангоутите за подобряване на мореходността. Полубакът има слабо издигане към форщевена. Височината на междупалубното пространство в средата на корпуса съставлява 2,25 m. Към краищата, зад пределите на МКО, постепенно се увеличава. При форщевена разстоянието между 1-вата средна и горната палуба достига 2,7 m, а при ахтерхщевена е 2,6 m. Системата на набора е смесена (средната част по надлъжната система, краищата по напречната). 21 водонепроницаеми напречни прегради делят корпуса на 22 отсека. Предполага се, че кораба ще може да издържи на наводняването на които и да е два съседни отсека. Напречната метацентрична височина при нормална водоизместимост е 1,52 m.

### Въоръжение
Главният калибър на кораба е представен от четири 152-mm двуоръдейни артилерийски установки, които са разположени линейно-терасовидно в носовата и кърмовата части на кораба. Те се отличават с мощна балистика, имат разделно-гилзово зареждане с клинов хоризонтално-плъзгащ се затвор. Боекомплектът на всяко оръдие съставлява по 250 изстрела. Системата за управление на огъня на артилерията на главния калибър се състои от централен автомат на стрелбата в централния артилерийски пост, командно-далекомерен пост с визьор с централно насочване и два 5-метрови стереодалекомери. Във втората и третата кули има допълнителни стереодалекомери с база 7,2 m и куполни автомати за стрелба, което дава възможност да се управлява огънят автономно.
Универсалният калибър е представен от три 100 mm сдвоени палубни арт-установки система Минизини с боекомплект от 250 изстрела на ствол (една е на диаметралната плоскост). При тези установки има полуавтоматично патронно зареждане и електрическа трансмисия за насочване, но по скорост на насочване, скорострелност и ефективност този универсален калибър вече почти не отговаря на изискванията към началото на войната. Има две групи (на десния и левия борд) морски прибора за управление на артилерийския зенитен огън с два зенитни автомата на стрелбата и два визирно-далекомерни поста с 3-метрови стереодалекомери.
Малокалибрената зенитна артилерия на кораба разполага с четири 37 mm сдвоени и осем 20 mm едностволни зенитни автомати на фирмата „Breda“: съвременни, но стрелящи по насочване само на стандартни оптически и диоптрически прицелни устройства.
Торпедното въоръжение е представено от два тритръбни 533-mm насочващи се торпедни апарата: всяко има 12 торпеда, 6 от които са в апаратите и още 6 на стелажи близо до надстройката, без бойните детонатори. В хода на войната обаче от торпедате се отказват, тъй като съхраняването им е доста опасно, а потребността от тях – малка: освободеното тегло се използва за допълнителен боезапас за зенитните автомати.
На корабите има и два бомбомета и два кърмови бомбохвъргача за противолодъчни дълбочинни бомби. При претоварване крайцерът приема на минни пътеки по горната палуба морски мини (до 150 броя, в зависимост от образеца). На шкафута на крайцера има въртящ се катапулт, на който се съхраняват два хидросамолета биплан IMAM Ro.43. По-късно на крайцера е поставена корабна РЛС за въздушно и надводно следене тип „GUFO“, която е демонтирана заедно с ХАС при предаването на кораба във ВМФ на СССР.

### Главна енергетична установка
Енергетичната установка се състои от три котелни отделения, в които има шест 4-колекторни водотръбни котела Yarrow с вертикални паропрегревателя (производителност – по 80 t/h, с налягане до 25 kg/cm² и температура до 350 °С). В двете машинни отделения има два трикорпусни ГТЗА система Parsons с номинална мощност по 55 000 к.с. всеки на 250 r/min при гребния вал. На кораба има два спомагателни котела. Проектната скорост при нормална водоизместимост съставлява 36,5 възела. Реалната скорост на крайцерите в открито море съставлява около 34 възела.
Електроенергетичната установка включва четири турбогенератора по 160 kW, поставени сдвоено в носовото и кърмовото машинни отделения, и два дизел-генератора със същата мощност, разположени в носовото и кърмовото отделения под водолинията зад пределите на бронираната цитадела. В силовата електромрежа се използва постоянен ток с напрежение от 220 V. Запасите мазут съставлява 1635 t, на турбинно масло – 70 t, котелната вода е 253 t, питейната – 59 t.

## История на службата

### Преди войната
В началото на своята служба „Дука д'Аоста“ състои в 7 дивизион крайцери, през 1938 г. той преминава подготовка за околосветско плаване заедно с „Еудженио ди Савойя“ (който носи служба в испански води в периода 1936 – 1937 г., помагайки на франкистите). На 5 ноември 1938 г. от Неапол двата кораба излизат на плаване, което трябва да завърши на 25 юли 1939 г., но поради материално-технически и политически проблеми маршрутът е съкратен: отрядът посещава само пристанища на Бразилия, Аржентина, Чили и Карибско море, така и невлизайки в Тихия океан, и се връща в Специя на 3 март 1939 г.

### През войната
В началото на 1940 г. „Дука д'Аоста“ влиза в състава на 2-ра ескадра. Той участва в боя при нос Пунто Стило от 6 до 10 юли, прикрива конвои за Северна Африка в средата на лятото, а в края на октомври, съвместно с другите сили на флота, вече организира прехващането на английските крайцери по пътя им към Малта.
От 16 февруари до 28 ноември 1941 г. „Дука д'Аоста“ действа в състава на 8-ма дивизия крайцери, участва в минно-заградителната операция при нос Бон (от 19 до 24 април), след което прикрива конвоите за Либия през април и май. Още три минно-заградителни операции с участието на „Дука д'Аоста“ има на 3 юни във водите при Триполи, а също и в Сицилианския пролив на 28 юни и 7 юли (минни полета с обозначение S2, S31 и S32). През октомври е набелязана четвърта минно-заградителна операция, но след излизането на британския флот в морето тя е отменена.
В края на ноември крайцерът участва в прикритието на важен конвой, плаващ през няколко пристанища на Италия към Бенгази. Между 13 и 19 декември крайцерът трябва да съпровожда двата конвоя М41 и М42, което съвпада с опита на англичаните да прекарат конвой за Малта. В крайна сметка това води до неголямото първо сражение в залива Сирт, в което участва и „Дука д'Аоста“.
През януари 1942 г. той продължава носенето на служба по охрана на конвои, прикривайки конвой T18 за Триполи. През февруари крайцерът участва в безуспешните издирвания на английски конвой от Малта. През юни в състава на 8-а дивизия крайцери „Дука д'Аоста“ влиза в бой против групировка английски крайцери и разрушители: в този бой е потопен английският разрушител „Бедуин“. Към края на годината корабът е в Неапол: На 4 декември американците организират мощно авионападение над морската база на Италия, но крайцерът като по чудо не получава големи повреди.
През 1943 г. дейността на флота на Италия е прекратена с привършването на запасите от гориво. В началото на август „Дука д'Аоста“ става един от малкото кораби, които се опитват да възпрепятстват последващото придвижване на съюзниците в Италия, предприемайки неудачен опит да обстреля позициите на съюзниците в района на Палермо. Към 10 септември 1943 г. крайцерът е извършил 78 бойни излизания в открито море, изпълнил е над 90 бойни задачи и е изминал около 30 хил. мили, но няма огневи съприкосновения с надводен противник. Сериозни повреди също няма.
При капитулацията на Италия крайцерът е в Тарано, откъдето на 8 септември 1943 г. отплава за Малта, за да се предаде на английските власти. За цялата Втора световна война лекият крайцер не получава нито една сериозна повреда. На 12 септември „Дука д'Аоста“ се предава заедно с останалите кораби от италианския флот на съюзниците в Малта. След неголям ремонт крайцерът заедно с „Джузепе Гарибалди“ и „Дука дели Абруци“ на 27 октомври 1943 г. отплава за Фрийтаун от Таранто. Той патрулира в Централния и Южен Атлантик в седем плавания от 1 ноември 1943 г. до 15 февруари 1944 г. В Италия „Дука д'Аоста“ се връща на 3 април, след което вече се използва само като войскови транспорт. След войната е изведен в резерва.

### Следвоенно предаване на СССР
На Техеранската конференция, през 1943 г., е решено как да се раздели италианският флот след войната. По жребий, проведен от представители на военноморското командване на Великобритания, САЩ, Франция и Съветския съюз, точно 45 кораба се предават в разпореждане на СССР. В тяхното число е и крайцерът „Дука д'Аоста“. Приемането на кораба от съветските моряци не предизвиква проблеми: по конструкция крайцерът не се отличава от крайцерите от проектите 26 и 26-бис, а неговото влизане в състава на Черноморския флот би позволило да се извадят от неговия състав остарелите и износени „Красний Кавказ“ и „Красний Крим“. Предаването на крайцера е на 6 февруари 1949 г. в Одеса под условното име „Z-15“. На 26 февруари крайцерът е преименуван на „Сталинград“, а след това на „Керч“.

### Служба в Черноморския флот
След приемането му в състава на Черноморския флот крайцерът „Керч“ е подложен на ремонт и модернизация в Севастополския морски завод „С. Орджоникидзе“. От кораба е демонтирана зенитната артилерия, поставени са съветските РЛС „Гюйс“ и „Редан“, а също е модернизирана системата ПУС за артилерията на главния калибър. Още тогава крайцерът „Керч“ вече е по-слаб от крайцерите от проекта 68-К.
Формално „Керч“ влиза в състава на дивизията крайцери на Черноморския флот, но от самото начало той се използва за учебни цели. На 16 февруари 1956 г. крайцерът е прекласифициран в учебен крайцер, а на 11 март 1958 г. и в учебен кораб „ОС-32“. Всичко той служи 10 години в състава на ВМФ на СССР, без проишествия. По това време на „Керч“ преминават службата си квалифицираните моряци, които по-късно усвояват новите бойни кораби на ракетоносния флот.
На 20 февруари 1959 г. учебният крайцер „Керч“ е изключен окончателно от списъците на флота и по-късно е предаден за скрап. Причините за това решение са две: линията на ръководството на МО на СССР предполага „ликвидация на крайцерите като клас“, тъй като те вече не отговарят на новите условия за водене на война; към това след гибелта на линкора „Новоросийск“ командването се усъмнява в качеството на получените италиански кораби и заповядва те да се премахнат колкото е възможно по-бързо.

## Командири на кораба
- 05.1949 – 1951.03. – Рудаков. О. И.
- 1953 – капитан 1-ви ранг Григорий Михалченко